# فاکو (دپارتمان)
فاکو (به لاتین: Fako (department)) یک دپارتمان در کامرون است که در استان جنوب غربی واقع شده‌است.

## خصوصیات
فاکو ۲٬۰۹۳ کیلومترمربع مساحت و ۵۳۴٬۸۵۴ نفر جمعیت دارد.